# Бельтран де ла Куэва
Бельтра́н де ла Куэ́ва (исп. Beltrán de la Cueva; 1443, Убеда — 2 ноября 1492, Куэльяр) — испанский дворянин, фаворит и любовник королевы Кастилии Жуаны Португальской. 42-й магистр Ордена Сантьяго (1462—1463), 1-й граф Ледесма (1462—1492), 1-й герцог Альбуркерке (1464—1492) и 1-й граф Уэльма (1474—1492).

## Биография
Второй сын Диего Фернандеса де ла Куэва (ок. 1410—1473), 1-го виконта Уэльма (1460—1473), и Майор Альфонсо де Меркадо.
На втором году своего правления король Кастилии Энрике IV предпринял поездку в Убеду и там останавливался в доме отца Бельтрана, Диего Фернандеса де ла Куэвы. В благодарность за гостеприимство король предложил Диего отправить к своему двору старшего сына Диего, однако Диего пожелал оставить его при себе, и ко двору отправился второй сын Диего, Бельтран.
Бельтран быстро стал любимцем короля, сделал карьеру и женился на племяннице кардинала Мендосы Менсии. Однако в историю он вошёл прежде всего за свою любовную интригу с супругой короля Энрике IV Жуаной Португальской. Ходили слухи, что единственная дочь короля Энрике IV кастильская принцесса Хуана на самом деле дочь Бельтрана де ла Куэвы, чем заслужила прозвище Бельтранеха. Из-за этих слухов возникли сомнения в законности наследования ею кастильского престола.
Разногласия относительно престолонаследия в Кастилии привели к четырёхлетней войне за кастильский престол между мужем Хуаны Афонсу V и католическими королями Изабеллой Кастильской и Фердинанда Арагонского, закончившейся победой последних.
В 1463 году Бельтран был удалён со двора, в качестве компенсации он получил титул герцога Альбуркерке. В четырёхлетней войне за кастильский престол Бельтран поддержал католических королей, то есть выступал против своей возможной дочери Хуаны.
Овдовев, Бельтран в 1474 году женился на дочери герцога Альбы, а после смерти второй жены женился в третий раз в 1479 году на Марии де Веласко, вдове Хуана Пачеко и дочери кастильского коннетабля дона Педро Фернандеса де Веласко.
Бельтран де ла Куэва умер в 1492 году и был похоронен в Куэльяре. От него происходят все последующие испанские герцоги Альбуркерке вплоть до настоящего времени.

## Семья и дети
Был трижды женат. В 1462 году в Гвадалахаре первым браком женился на Менсии де Мендоса и Луна, дочери Диего Уртадо де Мендоса и Суарес де Фигероа (1417—1479), 2-го маркиза Сантильяна и 1-го герцога дель Инфандато, и его первой жены Брианды Луна и Мендоса. Их дети:
- Франсиско Фернандес де ла Куэва и Мендоса (1467—1526) 2-й герцог Альбуркерке (1492—1526)
- Антонио де ла Куэва, 1-й маркиз де Ла-Адрада
- Иньиго де ла Куэва, был женат на своей племяннице Ане де ла Куэва и Мендоса, внебрачной дочери своего старшего брата Франсиско
- Брианда де ла Куэва и Луна, муж — Фернандо Гомес Давила, сеньор де Наваморкуэнде, Вильяторо и Кардьель
- Майор де ла Куэва и Мендоса, муж — Педро де Наварра и Лакарра (ум. 1522), великий маршал Наварры
- Менсия де ла Куэва и Мендоса

В 1476 году вторично женился на Менсии Энрикес де Толедо, дочери Гарсии Альвареса де Толедо (ок. 1424—1488), 1-го герцога Альба, и Марии Энрикес де Киньонес и Толедо. Дети от второго брака:
- Гарсия де ла Куэва и Толедо

В 1482 году в третий раз женился на Марии де Веласко и Мендоса, вдове Хуана Пачеко (1419—1474), дочери Педро Фернандеса де Веласко и Манрике де Лара (1425—1492), констебля Кастилии (1473—1492), и Менсии де Мендоса, сестры 1-го герцога дель Инфантадо. Их дети:
- Кристобаль де ла Куэва и Веласко, сеньор де Роа
- Педро де ла Куэва и Веласко, сеньор де Торрегалиндо

Он также имел двух внебрачных сыновей:
- Хуан де ла Куэва и Сантьяго (ум. 1521), от него произошли сеньоры де Херес-де-ла-Фронтера и маркизы Санта Лючия де Конхан (Перу)
- Мануэль Бертран, сын португальской аристократки, женат на Франсиске де Мота

## Образ в культуре
В сериале «Изабелла» роль Бельтрана исполнил Вильям Миллер.